# 真中ゆうき
真中 ゆうき（まなか ゆうき、 1989年3月26日- ）は、日本のAV女優である。

## 経歴
長野県松本市出身。
2009年4月、しのだプロジェクト『Huge Neo』でAVデビュー。

## 作品

### アダルトビデオ
2009年
- Huge Neo ゆうき 132cm-Mcup（4月25日、しのだプロジェクト）
- 業界最長Mカップ132cmの衝撃（9月7日、みるきぃぷりん♪） ※名義なし
- 驚乳悦楽02（9月20日、プールクラブ・エンタテインメント）
- 超性感帯 腋アクメ FILE 04 死闘編（9月20日、プールクラブ・エンタテインメント）※オムニバス作品
- 巨乳 OR DIE やわらかい132cmのあったかいMカップ（9月20日、レイディックス）※「Yuuki」名義
- 勃起喰いデカ尻ナース! 発情ホルスタイン （9月25日、JAMS）
- メイド in Prin Mカップ 132cm（11月19日、みるきぃぷりん♪） ※名義なし
- 132Mカップ ぽちゃの癒しと失神ファック（11月19日、ドグマ）
- Nカップ 素人ナマ中出し（11月19日、胸キュン喫茶） ※「あつこ」名義
- 近親相姦 爆乳 母姉と僕。（11月25日、マドンナ） ※安岡たまきと共演
- 中出しソープ 麗しの熟女湯屋 激爆乳母娘W肉奉仕 （12月10日、グローバルメディアエンターテイメント） ※城エレンと共演
- ぽにょ尻熟女（12月10日、グローバルメディアエンターテイメント）他多数出演
- テラちんぽvsMカップ132cm（12月19日、みるきぃぷりん♪）※名義なし

2010年
- 豊満な女性が大好きな僕たち（3月4日、グローリークエスト）
- 2009年マドンナ下半期 133タイトル8時間（3月5日、マドンナ）他多数出演
- しのプロ2009年全作品集（4月25日、しのだプロジェクト）他多数出演
- 110cmLcup×132cmMcup（5月19日、OPPAI）※「YUUKI」名義、YUME（漣ゆめ）と共演
- 珍獣ポテットモンスターvs幻影の覇者メガコック（5月19日、青子映像）※名義なし
- 豚汁温泉 （6月24日、稀有）※「ゆうきちゃん」名義
- 超乳無双! フェチムチ巨尻女教師（7月23日、JAMS）
- 美熟女総勢28人 匂い立つ淫靡なレズSEX8時間（10月25日、マドンナ）他27名出演

2011年
- 真中ゆうきの爆乳ムチムチ不動産（1月10日、まぐろ物産）
- 驚乳悦楽 SPECIAL 01（1月20日、プールクラブ・エンタテインメント）他出演:美咲りりあ、川添杏奈、神野みつき
- Kカップ以上限定 爆乳FUCK（1月25日、しのだプロジェクト）他出演:永峰朋美
- 5周年記念全198タイトル収録12時間作品集!（6月25日、しのだプロジェクト）他多数出演
- 魅惑のノーパンパンスト 爆乳女教師（10月21日、まぐろ物産）

2012年
- ぽっちゃり風呂2 極上の癒し肉感ソープ（11月19日、まぐろ物産）他出演:葉月奈穂、永峰朋美、鈴原美樹、小出遥

2013年
- 肉欲豊満風俗店 肉欲に塗れた男と女の夜のぽっちゃり性感（2月15日、まぐろ物産）他出演:永峰朋美、桜井遙